# Château du Bois
Le château du Bois est un château situé à Soulaire-et-Bourg, en France.

## Localisation
Le château est situé dans le département français de Maine-et-Loire, sur la commune de Soulaire-et-Bourg.

## Historique
L'édifice est inscrit au titre des monuments historiques en 1972.